# Phlegra abessinica
Phlegra abessinica là một loài nhện trong họ Salticidae.
Loài này thuộc chi Phlegra. Phlegra abessinica được Embrik Strand miêu tả năm 1906.